# Бейсінгсток Таун
ФК «Бейсінгсток Таун» (англ. Basingstoke Town F.C.) — англійський футбольний клуб із міста Бейсінгсток, заснований у 1896 році. Виступає у Національній лізі Півдня. Домашні матчі приймає на стадіоні «Камроуз», потужністю 6 000 глядачів.